# Бокэу
Бокэ́у (лаос. ບໍ່ແກ້ວ) — провинция (кхвег) на северо-западе Лаоса. Название провинции означает «шахта с драгоценными камнями», так как здесь издавна добывают драгоценные и полудрагоценные камни.

## История
Провинция была образована в 1983 году после разделения провинции Луангнамтха. В 1992 году к ней были присоединены также районы Пактха и Пхаудом, вышедшие из состава провинции Удомсай.

## География
Бокэу — самая маленькая провинция Лаоса, её площадь составляет всего 6196 км². Граничит с провинциями Луангнамтха (на северо-востоке), Удомсай (на юге) и Сайнябули (на юге), а также с Таиландом (на юго-западе) и Мьянмой (на западе). На территории провинции находится заповедник Бокэу. Административный центр Бокэу, город Хуайсай, расположен на реке Меконг. Крупнейший приток — река Тха, в устье которой стоит Пактха.

## Население
По данным на 2013 год численность населения составляет 172 240 человек. На территории провинции проживают 34 различных этнических группы. По этническому разнообразию провинция занимает второе место в стране после провинции Луангнамтха.
Динамика численности населения провинции по годам:
| 1995    | 1996    | 2005    | 2013    |
| ------- | ------- | ------- | ------- |
| 114 542 | 114 900 | 145 919 | 172 240 |

## Экономика
Важной отраслью экономики является добыча драгоценных камней и золота. Бокэу — один из крупнейших в Лаосе производителей маиса. Важную роль в экономике играет активная торговля с Таиландом и Китаем.

## Административное деление
В административном отношении провинция разделена на следующие районы:
1. Хуайсай (5-01)
2. Муэнг (5-03)
3. Пактха (5-05)
4. Пхаудом (5-04)
5. Тонпхеунг (5-02)